# Euphorbia munizii
Euphorbia munizii là một loài thực vật có hoa trong họ Đại kích. Loài này được Borhidi mô tả khoa học đầu tiên năm 1971 publ. 1972.